# Bracey Wright
Bracey Wright (The Colony, Texas, 1. srpnja 1984.) je američki profesionalni košarkaš. Igra na poziciji razigravača, a može igrati i bek šutera. Trenutačno je član hrvatske Cedevite Zagreb.

## Karijera
Igrao je za sveučilište u Indiani, točnije za Indiana Hoosierse. Nakon završetka sveučilišta 2005. odlučio je izaći na NBA draft. Izabran je u 2. krugu (47. ukupno) od strane Minnesote Timberwolvesa. U prvoj NBA sezoni odigrao je samo 7 susreta, a prosječno je za 19 minuta provedenih na parketu postizao 8,9 poena, 2,6 skoka i 0,7 asista. Neko vrijeme je proveo u NBDL ligi igrajući za Floridu Flame. Drugu sezonu je igrao nešto više, ali je imao još manju minutažu tako da je prosječno za 10 minuta provedenih na parketu postizao 3,5 poena, 1,1 skok i 0,8 asista. 
Nakon sezone 2006./07. odlučio je otići iz Minnesote i potpisuje za grčki Aris. S grčkom ekipom je igrao Euroligu. Odlazi u Španjolsku, u Joventut Badalonu. Ondje je proveo samo jednu polusezonu, nakon čega raskida ugovor. U osam odigranih euroligaških utakmica 2008./09. u prosjeku je igrao 25 minuta i bilježio 12,1 poen i 2,8 skokova. U španjolskoj ligi igre su mu bile još bolje, jer je za 26 minuta na parketu postizao 14 poena, 2,6 skokova i asistu. Iako je bio u završnim pregovorima s košarkaškim klubom Zadar, odlučio je vratiti se natrag u Aris, klub u kojem je igrao jednu sezonu.

## Vanjske poveznice
- Profil na NBA.com
- Profil na Euroleague.net
- Profil  Arhivirana inačica izvorne stranice od 14. veljače 2021. (Wayback Machine) na Basketpedya.com